# Dangounani
Dangounani, également orthographié Dangoumani, est une commune située dans le département de Fô de la province du Houet dans la région du Hauts-Bassins au Burkina Faso.

## Géographie
Dangounani est située à environ 10 km à l'ouest de Fô.